# Setupatok
Setupatok is een bestuurslaag in het regentschap Cirebon van de provincie West-Java, Indonesië. Setupatok telt 9525 inwoners (volkstelling 2010).